# Pearsall (Teksas)
Pearsall je grad u američkoj saveznoj državi Teksas. Prema popisu stanovništva iz 2010. u njemu je živjelo 9.146 stanovnika.